# Пам'ятники Михайлові Грушевському
Людина, на честь якої названі ці об’єкти: Грушевський Михайло Сергійович
Пам'ятники Михайлові Грушевському — монументальне увіковічнення видатного українського історика та державного діяча Михайла Сергійовича Грушевського (1866—1934).
Серед наявних об'єктів відомі надгробок на могилі Михайла Грушевського в Києві та цілий ряд пам'ятників, споруджених в Україні протягом 1990—2010 років.

## Географія розташування
Пам'ятники Михайлу Грушевському встановлено щонайменше у 15 місцях. Зокрема, у Києві (два — один на перехресті вулиці Володимирської та бульварі Тараса Шевченка, інший — надмогильний, на Байковому цвинтарі), Львові, Луцьку, селі Вербівці Коломийського району та містах Долина і Коломия Івано-Франківської області, Шептицький Львівської області, селі Ставок Рівненського району Рівненської області, селища Скала-Подільська Чортківського району Тернопільської області, містах Городок Хмельницької області, Козятині та Барі Вінницької області, селі Лісники Обухівського району Київської області, селище Гоголеве Миргородського району Полтавської області тощо. 
Найсхіднішим є погруддя у селищі Гоголеве Миргородського району Полтавської області із написом «Перший Президент України», який є помилковим з історичної точки зору.
Окрім того, у Києві, Житомирі, Івано-Франківську, Ужгороді, Хмельницькому та Сарнах встановлено меморіальні дошки.

## Причини встановлення
Найчастіше пам'ятники Михайлу Грушевському виконують функцію ствердження української державності. Також місцеві громади намагаються позначити у монументах свій зв'язок із Михайлом Грушевським. Так, поява пам'ятника у селі Лісники Києво-Святошинського району Київської області обумовлена тим, що тут знаходиться могила його діда Федора Грушевського. У місті Бар Вінницької області пам'ятник з'явився, бо магістерська робота видатного історика присвячена Барському староству. А селище Скала-Подільська є місцем укладення шлюбу Михайла Сергійовича з Марією Сильвестрівною.
Пам'ятники Михайлові Грушевському використовуються органами влади для проведення урочистих заходів, насамперед 22 січня — до Дня Соборності України — та 24 серпня — до Дня Незалежності України. В інші святкові дні також відбуваються покладання квітів до пам'ятників Михайлу Грушевському. В окремих випадках ці пам'ятники стають також місцями-символами.

## Україна
| №  | Місто | Фото                                                                                      | Архітектор                                      | Скульптор                                         | Відкриття            |
| -- | --- | ----------------------------------------------------------------------------------------- | ----------------------------------------------- | ------------------------------------------------- | -------------------- |
| 1  | Надгробок на Байковому кладовищі |                                                                                           | Василь Кричевський                              | Іван Макогон                                      | 1936 рік             |
| 2  | м. Долина Івано-Франківської області |                                                                                           |                                                 | Василь Ярич                                       | 1990 рік             |
| 3  | село Ставок Рівненського району Рівненської області |                                                                                           |                                                 |                                                   | 23 серпня 1992 року. |
| 4  | м. Коломия Коломийського району Івано-Франківської області |                                                                                           |                                                 | Володимир Римар, Галина Римар                     | 20 вересня 1992 року |
| 5  | м. Шептицький Львівської області | Файл:Пам’ятник Грушевському М.С., видатному історику, першому Президенту УНР у 1918 р.JPG | В. Захаряк                                      | Іван Якунін                                       | жовтень 1992 року.   |
| 6  | м. Борщів Тернопільської області, вул. Шевченка (цукрозавод) |                                                                                           |                                                 |                                                   | 1992 рік             |
| 7  | Львів, проспект Шевченка, 30 |                                                                                           | Василь Каменщик                                 | Дмитро Крвавич, Микола Посікіра, Любомир Яремчук. | 12 червня 1994 року. |
| 8  | село Вербівці Коломийського району Івано-Франківської області |                                                                                           |                                                 | Август Басюк.                                     | вересень 1996 року.  |
| 9  | м. Городок Хмельницької області, вул. Тараса Шевченка |                                                                                           |                                                 |                                                   | 1996 рік             |
| 10 | Київ, вул. Володимирська, 57 |                                                                                           | Микола Кислий, Руслан Кухаренко, Юрій Мельничук | Володимир Чепелик.                                | 1 грудня 1998 року.  |
| 11 | м. Бар Жмеринського району Вінницької області, майдан М. Грушевського, 1.                                                                                              |                                                                                           |                                                 | Михайло Площанський                               | 21 серпня 2001 року. |
| 12 | с. Сестринівка Хмільницького району Вінницької області, біля школи |                                                                                           |                                                 |                                                   | 2001 рік             |
| 13 | с-ще Гоголеве Миргородського району Полтавської області, центр. |                                                                                           |                                                 | Володимир Білоус                                  | 2001 рік.            |
| 14 | Луцьк, проспект Перемоги, 2. |                                                                                           | Андрош Бідзіля                                  | Ярослав Скакун                                    | 2002 рік.            |
| 15 | м. Козятин Вінницької області, вул. Героїв Майдану, 9 |                                                                                           |                                                 | Валентин Зноба                                    | 1 жовтня 2004 року.  |
| 16 | Вінниця, на території Вінницького державного педагогічного університету                                                                                                | Погруддя Михайла Грушевського (Вінниця)                                                   |                                                 |                                                   | 2000-ні роки         |
| 17 | село Лісники Обухівського району Київської області, вул. Родини Рубанів, 40, подвір'я Лісниківської загальноосвітньої школи І-ІІІ ступенів імені Михайла Грушевського. |                                                                                           |                                                 |                                                   | 2008 року.           |
| 18 | с-ще Скала-Подільська Чортківського району Тернопільської області, вул. Січових Стрільців                                                                              |                                                                                           |                                                 |                                                   | 28 серпня 2010 року. |

## За кордоном
Меморіальні дошки Михайлові Грушевському відкриті у Відні, Празі, Варшаві, Холмі, Тбілісі, Казані.
Пам'ятний хрест — поблизу кафедральної православної церкви святого Івана Богослова у м. Холм.

## Галерея

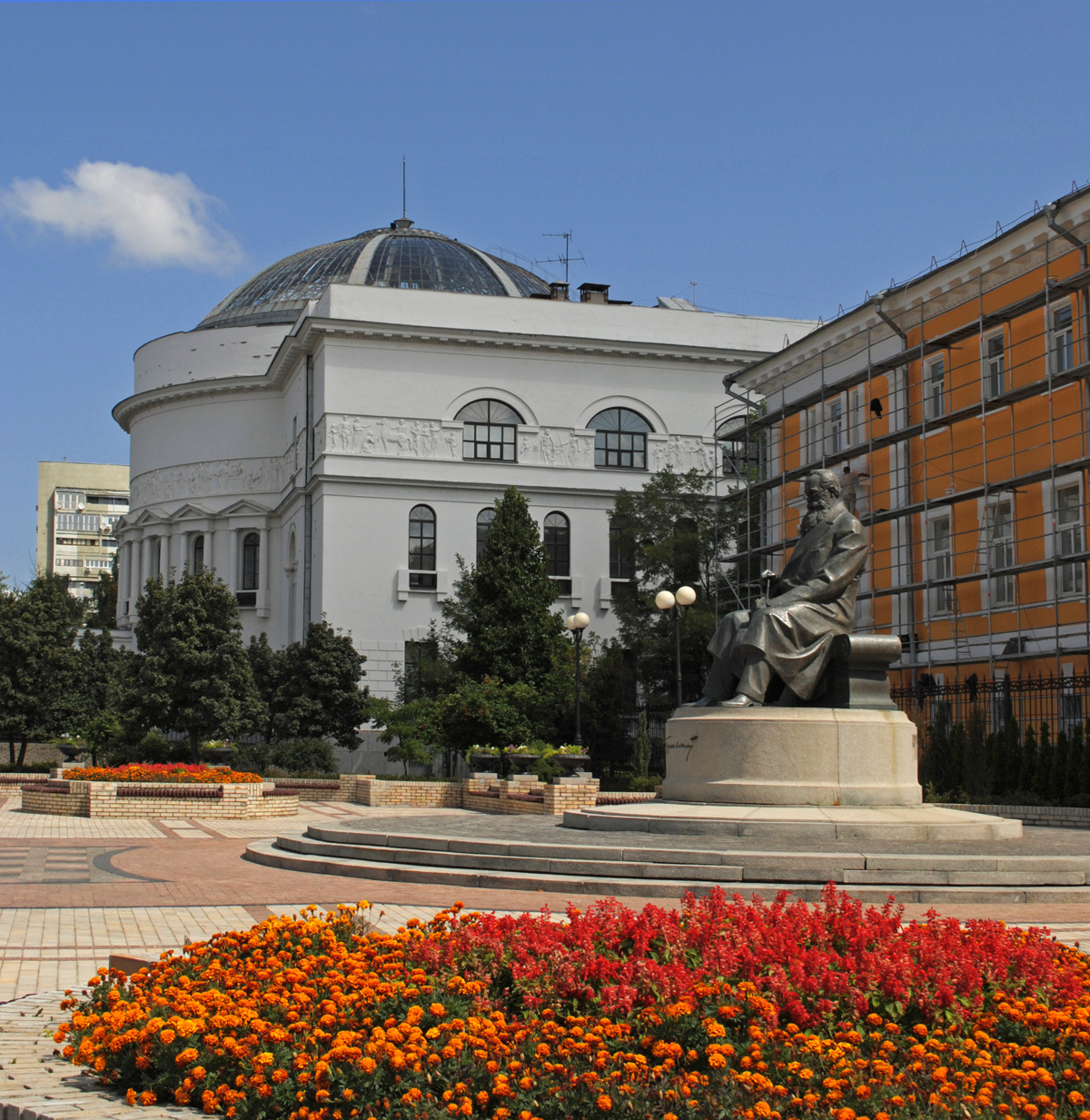
Пам'ятник Грушевському на вул. Володимирській (Київ)
Мурал Грушевського на будинку по вул. Січових стрільців, 75 (Київ)
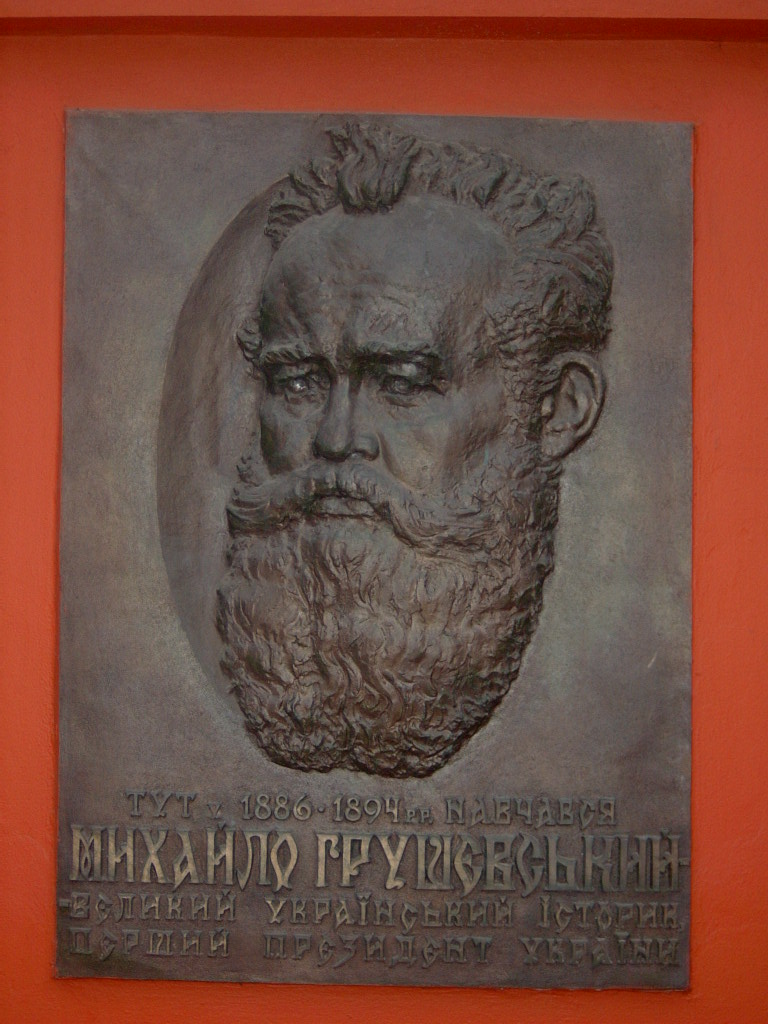
Меморіальна дошка М. Грушевському на фасаді Київського національного університету
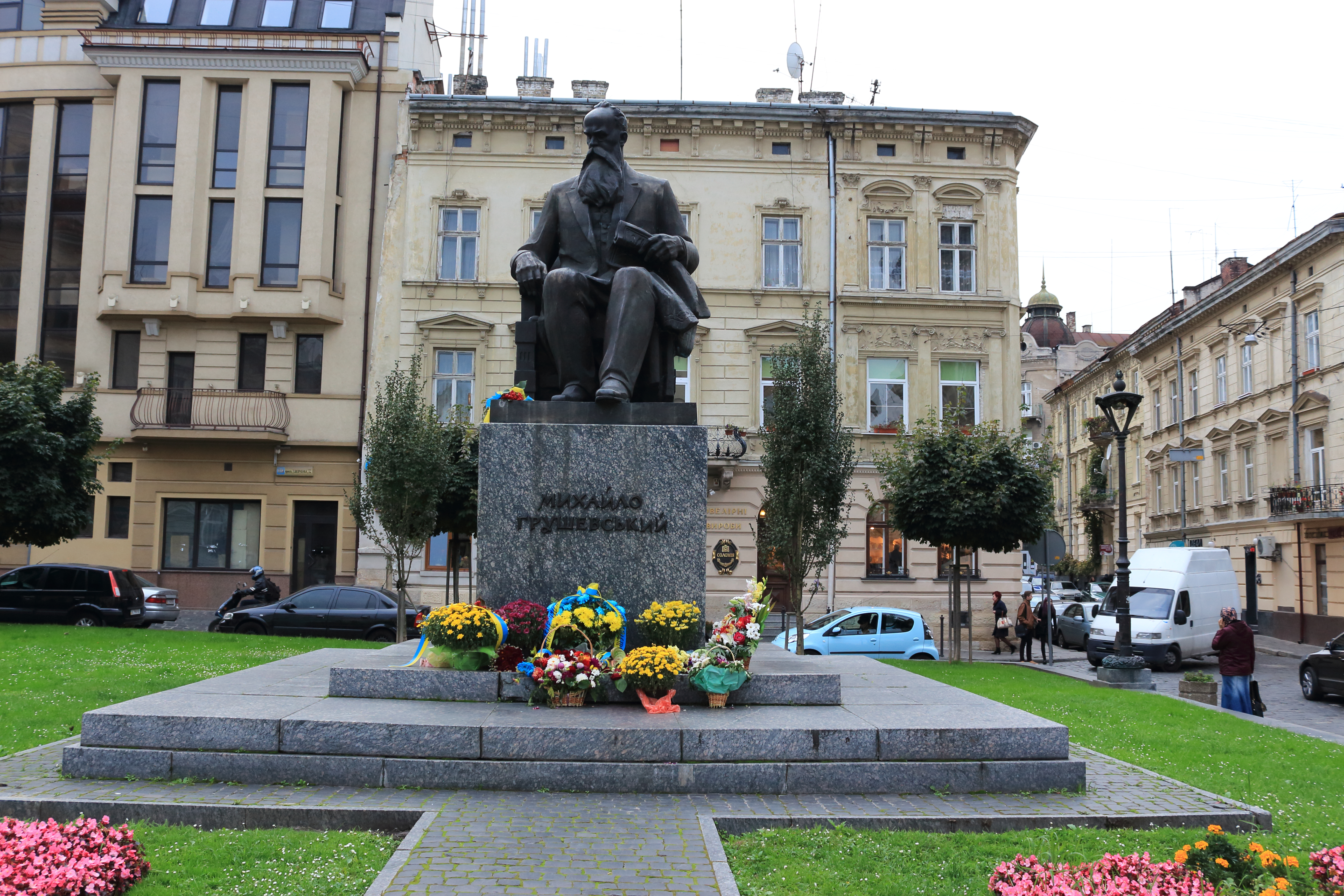
Пам'ятник Грушевському у Львові
Погруддя М. Грушевського в Шептицькому
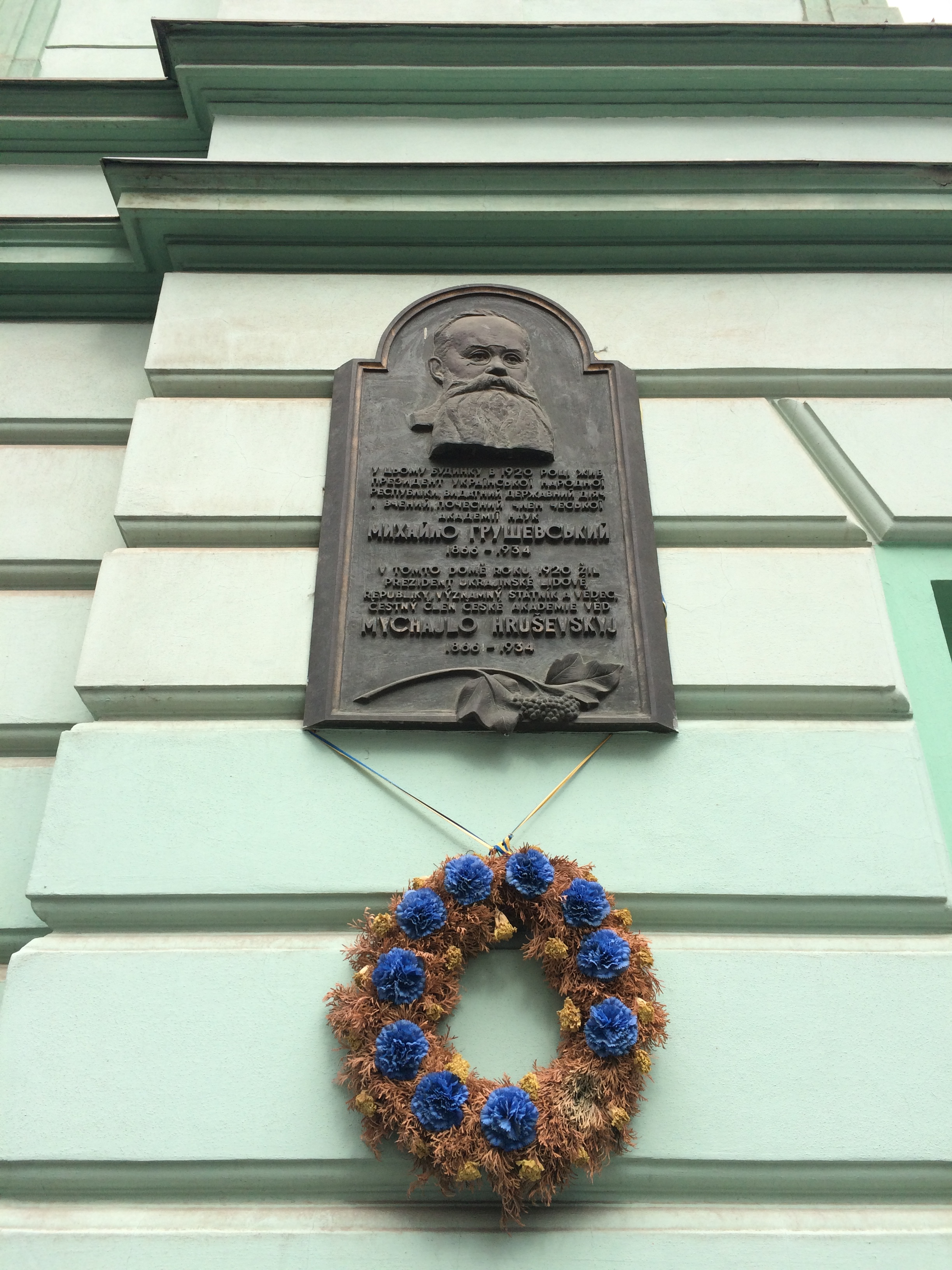
Пам'ятна дошка М. Грушевського у Празі
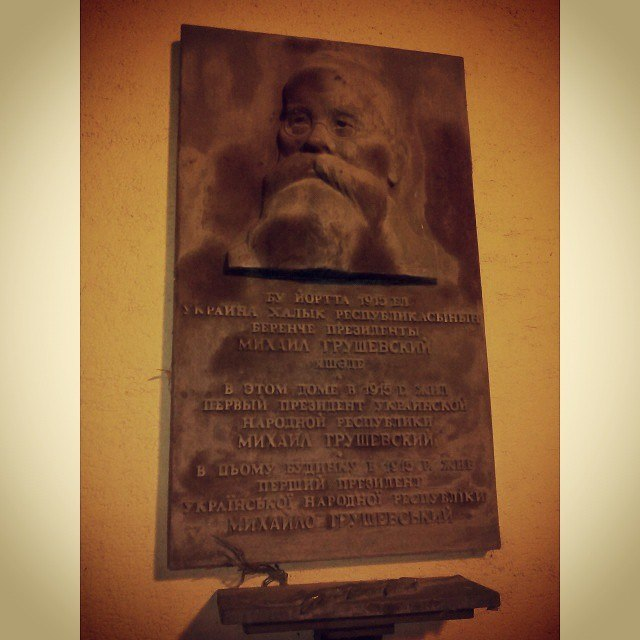
Меморіальна дошка Грушевському в Казані з написом татарською, російською та українською мовами